# Samuel Harrison Thomson
Samuel Harrison Thomson, genannt Harrison Thomson, (* 5. November 1895 in Pasadena, Kalifornien; † 19. November 1975 in Boulder, Colorado) war ein US-amerikanischer Historiker. Er war von 1936 bis 1964 Professor für Mittelalter-Geschichte an der University of Colorado Boulder. Er befasste sich mit dem Mittelalter und der Renaissance.
Thomson studierte nach dem Wehrdienst im Ersten Weltkrieg Moderne Sprachen, Literatur, Philosophie, Geschichte und Theologie an der Princeton University sowie der University of Oxford und wurde 1929 an der Karls-Universität Prag promoviert. Er lehrte an der University of Colorado und außerdem am Hanover College, in Princeton, am Caltech, an der University of California, Los Angeles (1964/65) und der University of Chicago.
Er war Herausgeber des Progress of Medieval Studies in the United States and Canada und gründete das Journal of Central European Affairs und die Zeitschrift Medievalia et Humanistica, die er von 1943 bis 1970 herausgab. Außerdem war er ordinierter presbyterianischer Geistlicher.
1964 erhielt er den Robert Sterns Award der University of Colorado.

## Schriften
- Czecheslovakia in European History, Princeton University Press 1943
- Europe in Renaissance and Reformation, Harcourt, Brace and World, New York 1963
  - Deutsche Ausgabe: Das Zeitalter der Renaissance. Von Petrarca bis Erasmus (= Kindlers Kulturgeschichte bzw. Kindlers Kulturgeschichte des Abendlandes, Band 11), München 1969 bzw. 1977 („in einer gekürzten und für die Reihe Kindlers Kulturgeschichte adaptierten Fassung“)
- The Latin Bookhands of the Later Middle Ages, 1969

Er gab auch Schriften von Jan Hus und Robert Grosseteste heraus und arbeitete an der Herausgabe von solchen von John Wyclif.